# 1. Berliner SV
Der 1. Billard und Snooker Verein Berlin e. V., kurz 1. Berliner SV, auch BSV Berlin, ist ein Billardverein aus Berlin. Der 1988 gegründete Verein wurde 2006 Deutscher Snooker-Meister.

## Geschichte
Der 1. Berliner SV wurde 1988 gegründet. 1999 stieg er in die 1. Bundesliga auf. 2000 zog er ins Finale des deutschen Mannschaftspokals ein und unterlag dort dem SC Breakers Rüsselsheim. In der Saison 2000/01 erreichte er in der Bundesliga punktgleich mit Titelverteidiger Rüsselsheim den fünften Platz. Ein Jahr später stieg er als Siebtplatzierter mit zehn Punkten Rückstand auf den sechstplatzierten SC Hamburg in die 2. Bundesliga ab. In der Saison 2002/03 schaffte der BSV als Meister der Nordstaffel der zweiten Liga den direkten Wiederaufstieg. 2003 verlor er das Endspiel des deutschen Pokals gegen die Barmer Billardfreunde. Nachdem der Verein 2004 in der Bundesliga als Sechstplatzierter, zwei Punkte vor Absteiger München, nur knapp dem Abstieg entgangen war, erreichte er in der Saison 2004/05 mit zwei Punkten Rückstand auf den Deutschen Meister PSC Kaufbeuren den dritten Platz. In der folgenden Spielzeit sicherten sich die Berliner am zwölften Spieltag durch einen 6:3-Heimsieg gegen den SCSC Kiel den deutschen Meistertitel.
In der Saison 2006/07 wurde der BSV Vierter, 2008 wurde er mit sechs Punkten Rückstand auf die Barmer Billardfreunde Vizemeister. In der Saison 2008/09 stieg der Verein in die zweite Liga ab, nachdem er am letzten Spieltag durch eine knappe Auswärtsniederlage gegen Barmen vom sechsten auf den siebten Platz gefallen war. In der folgenden Spielzeit wurde der BSV mit nur einer Saisonniederlage und sieben Punkte vor dem 1. DSC Hannover Zweitligameister und schaffte damit den direkten Wiederaufstieg. In der Saison 2010/11 stieg er als Achtplatzierter erneut ab. Anschließend zog der Berliner SV seine Bundesligamannschaft zurück und trat fortan in der Berliner Oberliga an, in der er 2012 und 2014 Vizemeister wurde. Nach der Saison 2014/15, in der er in der Oberliga Dritter geworden war, meldete der BSV seine Mannschaft vom Spielbetrieb ab.

### Zweite Mannschaft
Die zweite Mannschaft des Berliner SV spielte in den Saisons 2007/08 und 2008/09 in der 2. Bundesliga und erreichte den sechsten beziehungsweise fünften Platz. Da die erste Mannschaft 2009 aus der 1. Bundesliga abstieg, stieg die zweite Mannschaft in die Oberliga ab. Nach der Saison 2010/11 wurde die zweite Mannschaft abgemeldet.

## Platzierungen seit 1999
| Saison    | Liga (Spielklasse)     | Platz |
| --------- | ---------------------- | ----- |
| 1999/2000 | 1. Bundesliga (1)      | 7     |
| 2000/01   | 1. Bundesliga (1)      | 5     |
| 2001/02   | 1. Bundesliga (1)      | 7     |
| 2002/03   | 2. Bundesliga Nord (2) | 1     |
| 2003/04   | 1. Bundesliga (1)      | 6     |
| 2004/05   | 1. Bundesliga (1)      | 3     |
| 2005/06   | 1. Bundesliga (1)      | 1     |
| 2006/07   | 1. Bundesliga (1)      | 4     |
| 2007/08   | 1. Bundesliga (1)      | 2     |
| 2008/09   | 1. Bundesliga (1)      | 7     |
| 2009/10   | 2. Bundesliga Nord (2) | 1     |
| 2010/11   | 1. Bundesliga (1)      | 8     |
| 2011/12   | Oberliga (3)           | 2     |
| 2012/13   | Oberliga (3)           | 3     |
| 2013/14   | Oberliga (3)           | 2     |
| 2014/15   | Oberliga (3)           | 3     |
| 2015/16   | –                      |       |
| 2016/17   | –                      |       |

## Aktuelle und ehemalige Spieler
(Auswahl)
- Mario Burot
- Dusan Fekete
- Daniel Jakubowski
- Sabine Kircheisen
- Luise Kraatz
- Walter Krebs
- Thomas Lorenz
- Lasse Münstermann
- Kar King Pan
- Dominik Rohde
- Stefan Schenk
- André Schlender
- Thomas Weidner